# Camponotus kaura
Camponotus kaura é uma espécie de inseto do gênero Camponotus, pertencente à família Formicidae.